# Marena Bencomo
Marena Josefina Bencomo Giménez (sinh ngày 15 tháng 4 năm 1974 tại Valencia, Carabobo) là một người mẫu thời trang và thí sinh của cuộc thi sắc đẹp Venezuela. Bà đã được trao vương miện Hoa hậu Venezuela 1996 và Á hậu 1 trong cuộc thi Hoa hậu Hoàn vũ 1997.

## Hoa hậu Venezuela
Bencomo tranh tài trong cuộc thi hoa hậu quốc gia. Hoa hậu Venezuela vào năm 1996 với tư cách là Hoa hậu bang Carabobo. Bà chiến thắng cuộc thi này và giành quyền trở thành đại diện cho đất nước tham gia vào cuộc thi Hoa hậu Hoàn vũ 1997.

## Hoa hậu Hoàn vũ
Là đại diện chính thức của đất nước tham gia cuộc thi Hoa hậu Hoàn vũ 1997 được tổ chức tại Miami Beach, Florida vào ngày 16 tháng 5 năm 1997, bà giành được vị trí Á hậu 1, xếp sau cho người chiến thắng cuối cùng là Hoa hậu Brook Lee của Hoa Kỳ. Tại thời điểm tham gia cuộc thi, Bencomo đã nghiên cứu về Răng tại Đại học Carabobo.
Sau khi được trao vương miện Hoa hậu Venezuela, bà dùng một khoảng thời gian ngắn làm người dẫn chương trình Tv Time để lãnh đạo Bộ phận Quan hệ công chúng và công khai của hãng hàng không không còn tồn tại Avensa. Ở đó, bà gặp chồng mình, CEO Richard Boulton Winckelman, người mà bà kết hôn vào tháng 12 năm 1998. Vào ngày 15 tháng 7 năm 2000, Boulton bị bắt cóc bởi các lực lượng bán quân sự mang tên "Lực lượng tự vệ của Colombia" trong trang trại của anh. Sau những cuộc đàm phán tồi tệ nhất, ông được thả vào tháng 7 năm 2002, tại Villavicencio, Colombia. Hiện tại, cặp đôi này có một con trai tên là John Henry Boulton Bencomo (2003).
Vào ngày 9 tháng 10 năm 2014, bà được mời giám khảo khách mời trong đêm chung kết Hoa hậu Venezuela 2014, được tổ chức tại Studio 1 của Venevisión.